# Șieu (Maramureș)
Șieu è un comune della Romania di 2 575 abitanti, ubicato nel distretto di Maramureș, nella regione storica della Transilvania.